# تشكيل الشجر
تشكيل الشجر -المعروف أيضا بالعديد من الأسماء البديلة – يستخدم الشجر الحي مع غيره من النبتات الخشبية كأجزاء مساعده لإنشاء أشكال فنية وهناك القليل من الأساليب المختلفة المستخدمة من قبل الفنانون المختلفون لتشكيل أشجارهم والتي تشترك في التراث مع الممارسات البستانية والزراعية الفنية مثل: بليتشنقو، وبونساي، وإسبلاير وتوبري. وتشمل بعض من التقنيات المشابهة. يستخدم الفنانون الحقن عمداً لحث الجذوع، والفروع، والجذور على التماسك بعضها ببعض والحصول على تصاميم وأشكال فنية
يمارس فن تشكيل الشجر منذ مئات السنين كما اتضح من الجسور الحية التي بناها شعب كاسي الهندي وحافظ عليه. كان الممارسون والحرفيون في أوائل القرن العشرين هم: بانكر جون كروباك، وأكيلير لاندسون مع أشجار السيرك الشهيرة ومهندس المناظر الطبيعية ارثر ويكولا. التصميم المعاصر (بوكتر) يتضمن الفنانون: بيتر كوك، وبيكي نوثي، وكان (أربورسكيلبور) للفنان ريتشارد ريمس ومصمم الأثاث دكتور كريس كاتلِ الذي أنتج (نمو الأثاث).

## التاريخ

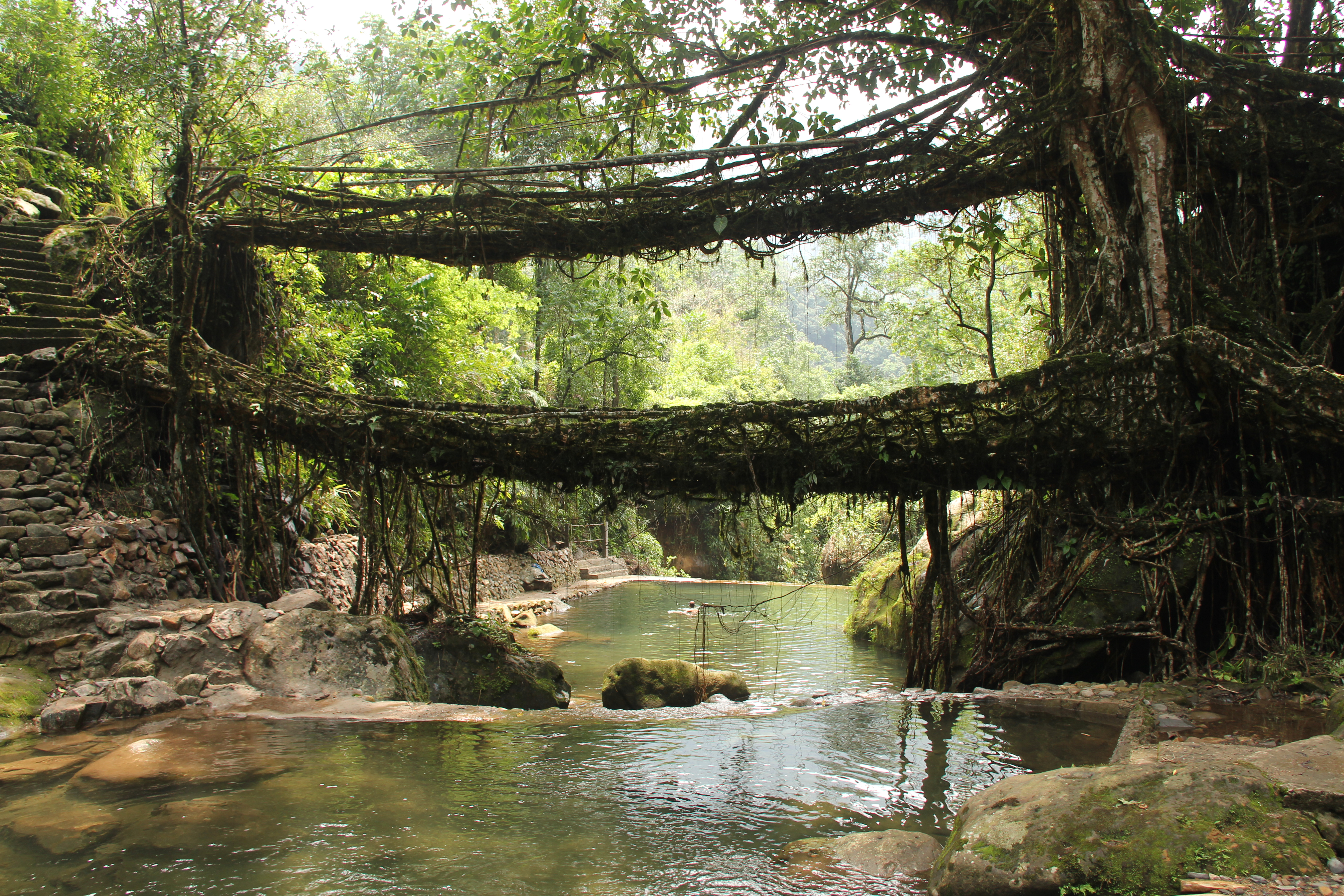
الذين يعيشون الجذر الجسور في Nongriat القرية، ميغالايا

تظهر الظاهرة المعروفة باسم الاندماج أو (التلقيح الذاتي) في بعض أنواع الأشجار، سواء في شجرة واحدة أو بين اثنين وأكثر من نفس النوع (أو مشابهة جدا). تسمى الأشجار التي تظهر هذا السلوك بالأشجار المتصلة.
الجسور الحية في تشيرابونجي، ولايتخينسو، ونونقرايت في ولاية ميغالايا الحالية شمال شرق الهند تعد مثالاّ على تشكيل الأشجار. هذه الجسور المعلقة مصنوعة يدوياً من جذور أشجار التين التي تعيش في الجو، مثل شجرة المطاط. تدرّب جذور الشجرة الرقيقة تدريجيًا على النموعبر الفجوة، والنسج في العصي، والحجارة، وغيرها من الشوائب، حتى تتجذر على الجانب الآخر. إن هذه العملية يمكن أن تستغرق ما يصل إلى خمسة عشر عاما لاكتمالها. هناك عينات تصل إلى أكثر من ١٠٠ قدم ويمكن أن تصمد إلى وزن ٥٠ شخصا. يعتقد أن العمر المفيد للجسور بعد اكتمالها هو ٥٠٠-٦٠٠ سنة. فهي بطبيعة الحال تتجدد وتتقوى ذاتياً تعزيز بالإضافة إلى جذورها السميكة.
الاشجار الحية كانت تستخدم لإنشاء حديقة للمنازل في منطقة الشرق الأوسط، وهي ممارسات تم انتشارها إلى أوروبا. في كوبهام، كان هناك منزل من ثلاثة طوابق  يمكن أن تتحمل ٥٠ شخصا.
بليتشنق هي تقنية مستخدمة في الممارسة البستانية القديمة جدا المتمثلة في وضع التحوط. يتألف البليتشنق من الفروع والأغصان الحية تم نسجها معاً لتشجيع تنظيرها وهو الأكثر استخداما لتدريب الأشجار إلى رفع الأسيجة وعلى الرغم من الأشكال الأخرى المتقدمة بسهولة وهي تطبيقات مفيدة تشمل الأسوار والمشابك والأسقف والجدران. كما يمكن اعتبار بعض نتائج البيتشنق شكلاً أولياً لما يعرف به اليوم باسم تشكيل الشجر. تم استخدام عملية البيتشنق في وقت مبكر في القرون الوسطى ب أوروبا وكانت عباره عن أشجار تم تثبيتها في الأرض بالتوازي باستخدام سياج مخطط أو تحلية بأنماط، ثم تتشكل عن طريق التشذيب لتشكيل شبكة مسطحة مستوية فوق مستوى الأرض. عندما تلتقي فروع هذه الأشجار في الشبكة بأشجار مجاورة فإن يتم تلقيحهم معا. وبما أن شبكة المفاصل كان كبيرة الحجم، وضعت ألواح عبر الشبكة، وبنوا عليها أكواخ يمكن العيش فيها وبالتالي بقت مستوطنات البشرية آمنة في أوقات الفيضانات السنوية. كما تم بناء منصات رقص خشبية باستخدام شبكة فروع الأشجار الحية التي تتحمل وزن المنصة والراقصين.  
وكانت الألغاز الممزوجة والمظلات المتشابكة في الحدائق المليئة بالأشجار شائعة في الحدائق الأوروبية في العصور الوسطى المتأخرة خلال القرن الثامن عشر.

## الأساليب
هناك عدة طرق لتشكيل الشجر بعضها لا تزال تحت التجريب في حين أن البعض الآخر لا يزال في مرحلة البحث. هذه الأساليب تستخدم مجموعة متنوعة من التكنولوجيا في البستانية والشجرية لتحقيق التصميم المقصود. يمكن تشكيل الكراسي والطاولات وأماكن المعيشة من الأشجار الفنية المتنامية. بعض التقنيات فريدة من نوعها تستخدم لأعمال معينة، في حين أن تقنيات أخرى مشتركة لجميع الأعمال وعلى الرغم من تنفيذ قد تكون لأسباب مختلفة. تبدأ هذه الطرق عادة بفكرة النتيجة المرغوبة.. يبدأ بعض الممارسين برسومات أو تصاميم تفصيلية بينما يبدأ فنانون آخرون بما تملكه الشجرة بالفعل وكل عملية لها إطارها الزمني الخاص ومستوى مختلف من المشاركة من تشكيل الشجر، قد تستمر الأشجار بالنمو كما هو الحال مع كرسي حديقة بوكتر، أو ربما يتم حصادها كعمل منتهي، مثل كرسي جون كروبساك.

### الثقافة الهوائية

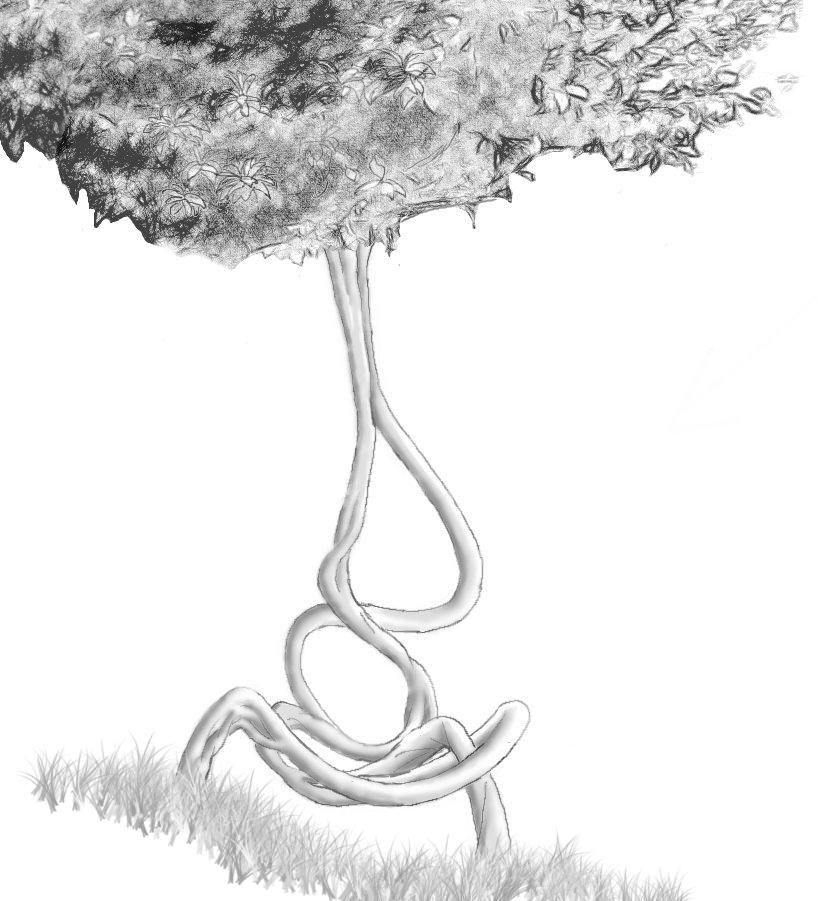
كرسي تم إنشاؤه باستخدام تشكيل الجذر الهوائية

أقدم الأمثلة الحية المعروفة لتشكيل النباتات الخشبية هي الجسور الحية التي يتم استزراعها بشكل هوائي والتي تم بناؤها من قبل شعب الحرب الخاسي القديم في منطقة تشيرابونجي في الهند.
يتم الحفاظ عليها اليوم وتطويرها من قبل سكان تلك المنطقة. تمت دراسة نمو إربونك لأول مرة رسمياً من قبل كارتر في عام 1942. بحث كارتر عن ثقافة زراعة الهواء المتنامية ووصف «طريقة زراعة النباتات في بخار الماء لتسهيل فحص الجذور».
توسع الباحثون الحديثون في أعملهم بما فيهم – ل. جكلوتز وج.ج ترول. في عام ١٩٥٧ وصف - ف. و- عملية زراعة النباتات مع مخمد هوائي للجذور وتطبيق الغشاء المغذي على أجزاء الجذر " وفيه صاغ كلمة "إربونك" لوصف هذه العملية.
في عام 2008، قام الباحث والحرفي الجذري حزقيال جولان بوصف وتأمين براءة اختراع لعملية تسمح لجذور بعض النباتات الخشبية المزروعة في الهواء لإطالتها وتكثيفها مع الاحتفاظ بالمرونة عند أطوال قد تصل إلى 6 أمتار (20 قدمًا) أو أكثر ويمكن تكوين الجذور الناعمة إلى أشكال محددة مسبقًا والتي ستستمر في التكاثف بعد تشكل الأشكال في نموها.
التقنيات الحديثة والتطبيقات مثل: الهندسة البيئية التي قد تسمح للمعماريين بتصميم وتنمية وتشكيل هياكل دائمة كبيرة مثل  المنازل  من خلال تشكيل النباتات التي يزرعها أربونكالي وجذورها.

### تشكيل فوري للشجرة

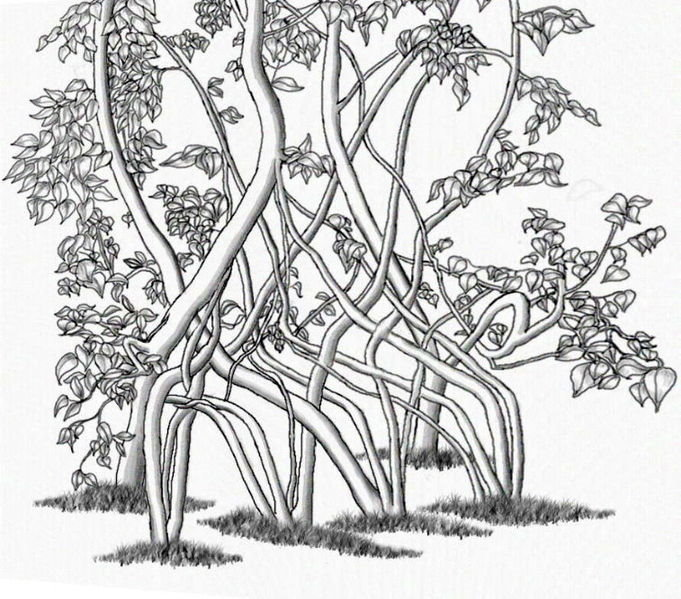
مقعد Arboursculpture بقلم ريتشارد ريمس الذي تم إنشاؤه باستخدام التقنيات الموضحة في كتبه كيفية زراعة كرسي ونحت أربور

يبدأ تشكيل الشجرة الفورية بالأشجار الناضجة التي تبلغ 6-12 قدمًا (2-3-3 م) طويلة: 196 و3-4 بوصة (7.6-10 سم) في قطر الجذع: 172 المنسوجة المنثنية في التصميم المطلوب وتحتجز حتى الصب. إن فهم ديناميكيات السوائل في الشجرة مهم لتحقيق النتيجة المرجوة.
يستخدم الانحناء أحيانًا لتحقيق التصميم. إذا كان نسيج النبات مصمماً بزاوية حادة جداً، فقد ينكسر وهو ما يمكن تجنبه غالبًا عن طريق عدم تعريب الانحناء يتحقق ذلك عن طريق صنع الانحناءات الصغيرة على طول منحنى الشجرة. ثم يتم تثبيت الانحناءات في مكانها لعدة سنوات حتى يتم صبغ شكلها بشكل دائم.
يحدد معدل نمو الشجرة الوقت اللازم للتغلب على مقاومتها للثني الأولي. قد يتم إنجاز أعمال الثني والتأمين بهذه الطريقة حسب التصميم  خلال ساعة أو ربما إلى ما بعد الظهر.
يستخدم نازع اللحاء الدائري أحيانًا للمساعدة في تحقيق التوازن بين التصميم عن طريق إبطاء نمو الفروع شديدة النشاط أو إيقاف نمو الفروع التي لم يتم وضعها بشكل كامل. باستخدام درجات مختلفة من نازع اللحاء، بدءًا من التسجيل البسيط إلى الإزالة الكاملة لشريط لحاء 3/8 بوصة (1 سم) من اللحاء.
التجعيد هو أشجار قابلة للطي مثل الصفصاف والتمحور على نفسها، وخلق زاوية قائمة. هذه الطريقة أكثر راديكالية من الانحناء.
باستخدام هذه الطريقة، من الممكن إجراء عملية ثني وتطعيم أولي على المشروع في ساعة واحدة وإزالة الدعم في أقل من عام ومتابعة بأقل تشذيب بعد ذلك  كما هو الحال مع «السلام في الكرز» بواسطة ريتشارد ريمس.

### تشكيل الشجرة التدريجي

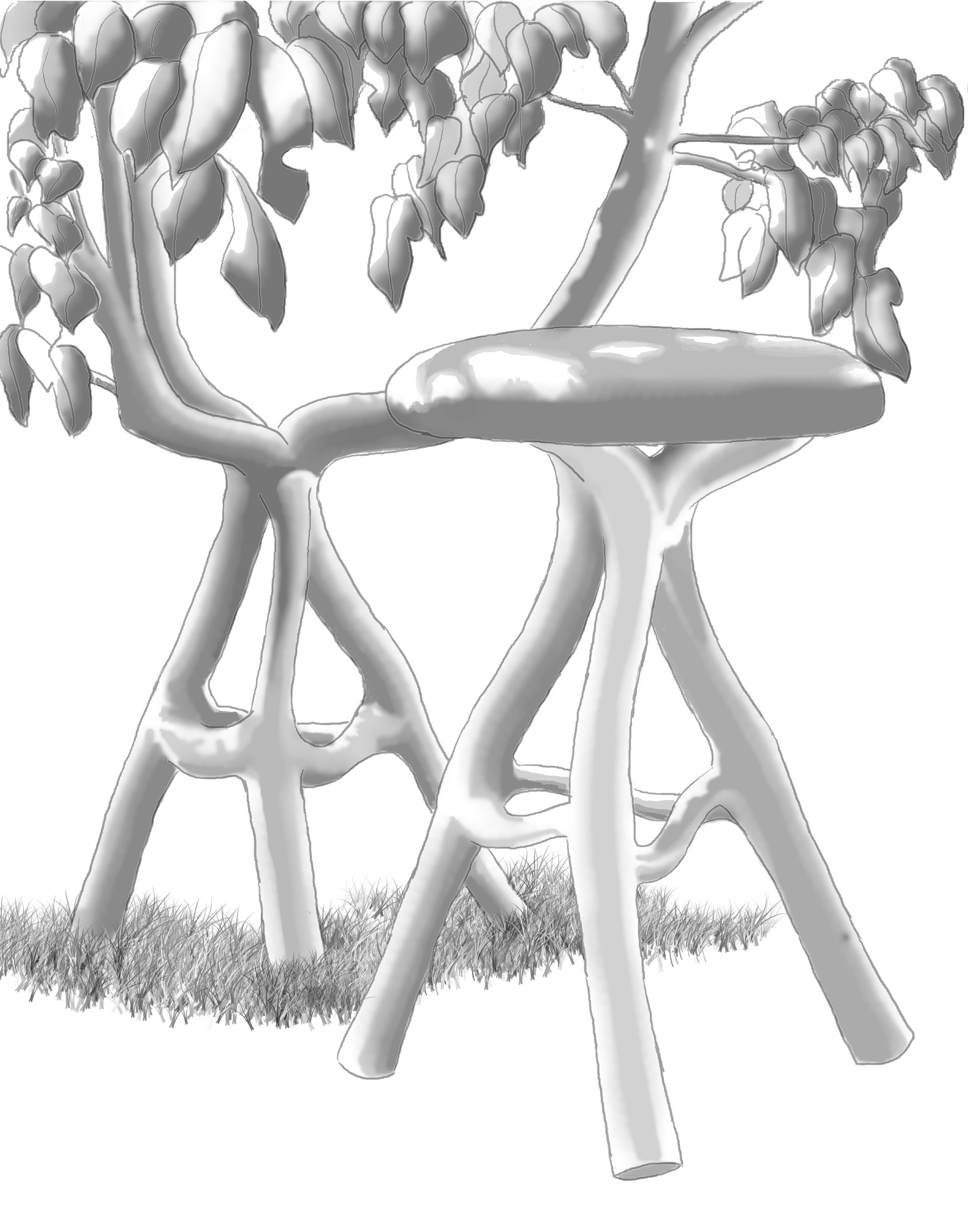
تم إنشاء "أثاث الكبار" بواسطة Chris Cattle باستخدام طريقة تشكيل شجرة تدريجية

يبدأ تشكيل الشجرة التدريجي بالتصميم والتأطير واللذان يعدان خطوة أساسية لنجاح القطعة مرة واحدة يتم إعداد هذه  الشتلات الصغيرة أو الشتلات تزرع بطول ٣-١٢ بوصة. (٧.٦-٣٠.٥ سم)
يبدأ التدريب مع الشتلات الصغيرة أو الشتلات أو جذوع الأشجار عندما تكون صغيرة جدًا التي تتشكل تدريجيا بينما تنمو الشجرة لتشكيل الشكل المطلوب.
توجد منطقة صغيرة خلف الطرف المتنامي الذي يشكل الشكل النهائي. منطقة التشكيل هو تشكيل هذه المنطقة يتطلب يوما بعد يوم أو أسبوعي توجيه النمو الجديد. يتم توجيه النمو على طول مسارات التصميم المحددة سلفًا  قد يكون هذا تهزز خشبي أو تصميم سلك معقد.
باستخدام هذا الأسلوب، يكون الإطار الزمني أطول من الطرق الأخرى. قد يستغرق تصميم الكرسي من 8 إلى 10 سنوات لتصل إلى مرحلة النضج. استغرقت بعض أشجار أكسل إيرلاندسون ما يصل إلى 40 عامًا لتتخذ أشكالها النهائية.

## التكنيكات الشائعة

### تأطير
يمكن استخدام التأطير لأغراض متعددة وقد يتكون من مادة أو مجموعة مواد متعددة، مثل الخشب والصلب والأشجار المجوفة، تصميمات الأسلاك المعقدة، أو الشجرة الميتة أو الحية. يمكن استخدامه في العديد من تصاميم المشاريع لدعم المفاصل الملقحة حتى يتم ترسيخها. بعض العمليات قد توظف التأطير لعقد الشكل الذي أنشأه الانحناء أو السهم للأشجار الناضجة أو حتى الأنسجة التي قد تجاوز مقاومتهم إلى أولي الانحناء وتنمو بما فيه الكفاية لإدلاء تصميم حلقي بشكل دائم.
قد يستخدم التأطير لدعم شكل ونمو الشتلات حتى تصبح قوية بما فيه الكفاية للحفاظ على الشكل دون الحاجة للدعم. ولا تزال نهوج أخرى قد تستخدام الإطارات لتوجيه جذور الأربونكالي لتنمو الأشجار بالأشكال المطلوبة.

### التلقيح
التلقيح عبارة عن تقنية شائعة الاستخدام تستغل العملية البيولوجية الطبيعية في التنظير. يتم قطع فرع أو غصن ويتم إضافة جزء من نبات آخر ووضعه في مكانه. تشترك جميع أنواع التلقيح في الهدف المتمثل في تشجيع أنسجة أحد النباتات على الاندماج مع تلك الموجودة في نبات آخر.
يتم تطبيق التلقيح لإنشاء وصلات ومفاصل دائمة. في بعض الحالات تزرع الأشجار أثناء نموها في حين أنه في بعض الحالات الأخرى قد تتشابك الأشجار الناضجة ثم يتم تلقيح جذوع شجرتين أو أكثر لإنشاء الكراسي والسلالم وغيرها من المنحوتات الخيالية.

### تشذيب
يمكن استخدام التقليم لتحقيق التوازن بين التصميم عن طريق التحكم في النمو وتوجيهه إلى الشكل المطلوب.
يمكن أن يؤدي التقليم فوق عقدة أوراق النبات إلى توجيه نمو النبات في اتجاه الوضع الطبيعي لبرعم الأوراق. كما يمكن استخدام التقليم أيضًا للحفاظ على تصميم خالٍ من الفروع غير المرغوب فيها ولتقليل حجم العالة.  في بعض الأحيان التقليم هو الأسلوب الوحيد المستخدم لصياغة مشروع. تتساقط أوراق الأشجار بشكل رئيسي في الشتاء - في حين أنها خامدة فوق الأرض- وعلى الرغم من أنه من الضروري أحيانًا تقليمها خلال موسم النمو. قد تواجه الأشجار التقليم الصعب مرارًا وتكرارًا الذي قد يسبب توقف في النمو وقد لا تتمكن بعض الأشجار من النجاة من هذا العلاج.

### توقيت
لتحقيق هذا الشكل الفني، يستخدم الوقت كعنصر أساسي وجزء من البناء 

## بناء
تتميز البُنى الحية المكوَّنة بعدد من المزايا الميكانيكية الإنشائية على تلك التي شُيدت من الخشب، وهي أكثر مقاومة للتآكل. في حين أن هناك بعض الكائنات الحية المتحللة التي يمكن أن تتعفن من الخشب الحي من الخارج، كما يمكن للأشجار الحية أن تحمل داخل أعماقها كائنات حية فاسدة ومتحللة بشكل عام تتحلل الأشجار الحية من الداخل إلى الخارج ويتحلل الخشب الميت من الخارج. تستعمل الأنسجة الخشبية الحية – مثل خشب الصندل - دفاعاً قوياً ضد التعفن من أي اتجاه والمعروف باسم التجزؤ. تنطبق هذه الحماية على الأشجار الحية فقط وتختلف بين الأنواع.
الهياكل المتنامية ليست سهلة كما تبدو. تم استخدام صفصاف سريع النمو في بناء هياكل المباني، حيث يوفر الدعم أو الحماية. وهناك مجموعة صغيرة من المهندسين المعماريين الألمان في طور إنشاء هذه الهياكل ويتم مراقبتها والتحقق منها باستمرار. وبمجرد أن تكون الأشجار في عمر يمكنها من تحمل الوزن الحامل، يتم اختبارها من أجل الاستقرار والقوة من قبل مهندس هيكلي. وفور صدور الموافقة على ذلك يتم إزالة إطار الدعم. ما زالت هذه الطريقة قيد الدراسة وسيتم إثبات قدرة الحمولة عن طريق اختبار النماذج الأولية.

## خيارات التصميم

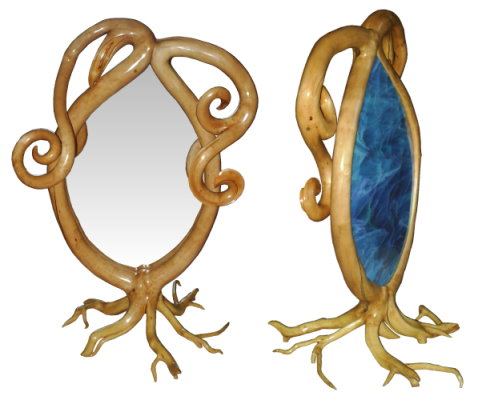
مرآة بيكي بواسطة Pooktre

قد تتضمن التصميمات عناصر مجردة أو رمزية أو وظيفية. بعض الأشكال وضعت ونمت هي فنية بحتة. ربما مكعبات أو دوائر أو حروف أبجدية، في حين أن التصاميم الأخرى قد تنتج أي مجموعة متنوعة من الأشكال المفيدة، مثل: شماعات الملابس، وصناديق غسيل، وفضلات، وورق، وسلالم، وأثاث، وأدوات، ومقابض. يمكن أيضًا بناء هياكل لافتة للنظر مثل الأسوار الحية وصالات الجمنازيوم وحتى التصاميم المعمارية الكبيرة مثل القناطر الحية والقباب والشرفات والأنفاق ومناظر المنازل بأكملها مع التخطيط الدقيق والزراعة وتربية مع مرور الوقت. يقوم فريق تصميم البيئة البشرية (إتش. إي. دي) في معهد ماساتشوستس للتكنولوجيا بتصميم المنازل التي يمكن زراعتها من أشجار محلية في مجموعة متنوعة من المناخات.
يتم تثبيت أشجار مناسبة على مر الزمن وفقا لمواصفات التصميم في الهياكل المقصودة. قد تستخدم بعض التصاميم فقط الخشب الحي، المتنامي لتشكيل الهياكل، في حين أن البعض الآخر قد يتضمن أيضًا شوائب مثل الزجاج والمرايا والصلب والحجر، والتي يمكن استخدام أي منها إما عناصر هيكلية أو جمالية. يمكن وضع الشوائب في أي مشروع أثناء نشوئه، وبناءً على التصميم، يمكن إما إزالته إذا لم تعد هناك حاجة للدعم أو تركه في مكانه ليصبح ثغرات ثابتة في الأنسجة المتنامية.

## التسلسل الزمني للممارسين البارزين

### شعب الحرب الخاسي
كان شعب الحرب الخاسي في الهند يعمل مع الجذور الجوية لأشجار تين البانيان الأصلية، ويكيفهم لإنشاء جسور المشاة على المجاري المائية. مازال الناس العصريون في منطقة تشيرابونجي يمارسون هذه الحرفة التقليدية للبناء. يتم دعم الجذور المنتقاة لتوسيع الجسر وتوجيهها في الظلام حيث يتم تشكيلها، عن طريق ربط جذوع بانيان طويلة ورقيقة ونضرة من خلال أنابيب مصنوعة من جذوع خشبية جوفاء. الأنواع المفضلة للأنابيب هي إما خيزران أو هيكا نخيل، أو «كواي» في خاسي، التي يزرعونها في النخليات يضم خاسي جذور هوائية من الأشجار المتدلية لتشكل مساند دعم ودرابزين أمان. يمكن أن تحمل بعض الجسور خمسين شخصًا أو أكثر في وقت واحد. مثال واحد على الأقل، على نهر أومشيانغ، هو جسر ذو طابقين. يمكن أن يستغرق الأمر من عشرة إلى خمسة عشر عامًا حتى تصبح وظيفية بالكامل ومن المتوقع أن تستمر حتى ٦٠٠ عامًا.

### جون كروبساك
كان جون كروبساك مصرفيًا أمريكيًا ومزارعًا من إمبراس في ويسكونسن. قام بتشكيل وتطعيم الكرسي الأول المعروف ب «الكرسي النامي»، وحصده في عام ١٩١٥. عاش في الفترة من ١٨٥٨ إلى ١٩٤١. كان قد درس تطعيم الشجر وأصبح مؤثث خشب ماهر. وجاءت الفكرة لأول مرة لتطوير كرسيه الخاص خلال رحلة استكشافية لصيد الأخشاب مع ابنه.

بدأ ظهور البذور البكر في عام ١٩٠٣، وزرع منهم ٢٨ أو ٣٢ من الشتلات في نمط مصمم بعناية في ربيع عام ١٩٠٧. وفي ربيع عام ١٩٠٨، نمت الأشجار إلى ستة أقدام، وبدأ تدريبها على امتداد تعريشة، وقام بتطعيم الفروع في النقاط الحرجة لتشكيل أجزاء من كرسيه. في عام ١٩١٤، قطع جميع الأشجار باستثناء تلك التي تشكل الساقين، والتي تركها لتنمو وتزيد في القطر لمدة عام آخر، قبل حصاد وتجفيف الكرسي في عام ١٩١٤؛ بعد مرور أحد عشر سنة على بدء ببذور البلسان الكبيرة. يطلق عليها اسم الرئيس الذي عاش؛ كما إنها الشجرة الوحيدة المعروفة التي صنعها جون كروبساك. يتم عرض الكرسي بشكل دائم في علبة زجاجية على مدخل أثاث نوريتاج؛ شركة تصنيع الأثاث مملوكة الآن لأحفاده ستيف ودينيس كروبساك.

### أكسل إرلاندسون
كان أكسل إيرلاندسون مزارعًا أمريكيًا سويديًا بدأ تدريب الأشجار كهواية في مزرعته في هيلمار بولاية كاليفورنيا في عام ١٩٢٥. كان مستوحى من خلال مراقبة شجرة الجميز الطبيعية في سياجه. في عام ١٩٤٥، انتقل مع عائلته وأفضل  أشجاره من هيلمار إلى وادي سكوتس بولاية كاليفورنيا، وفي عام ١٩٤٧، افتتح معلماً لجذب البستانيين أطلق عليها اسم «شجرة السيرك».
عاش إيرلاندسون من ١٨٨٤ إلى ١٩٦٤، ودرب أكثر من ٧٠ شجرة خلال حياته. واعتبر أساليبه التجارية أسرارا وعندما سئل كيف جعل أشجاره تفعل ذلك، كان رده «أنا أتحدث معهم». ظهر عمله اثنا عشر مرة في عمود ريبلايز صدق أو لا تصدق! . نجت ٢٤ شجرة من حديقته الأصلية بنقلها إلى منزلها الدائم في غيلروي جاردنز- كاليفورنيا.

### آرثر ويتشولا

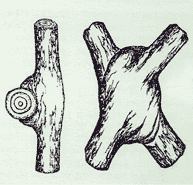
رسم تخطيطي للقرن التاسع عشر من قبل آرثر ويتشولا للفروع المفروشة

كان آرثر ويتشولا مهندس المناظر الطبيعية الألماني الذي عاش من عام ١٨٦٨ إلى عام ١٩٤١. في عام ١٩٢٦، نشر تزايد المنازل من الأشجار الحية الناشئة (تطوير المنازل الألمانية من الأشجار الحية) في ألمانيا. في ذلك، قدم وصفًا مفصلاً لبيوت نمت من الأشجار ووصف تقنيات بناء بسيطة تشمل التلقيح الموجه مع الفروع الحية بما في ذلك نظام للتخفيضات الجانبية على شكل v تستخدم لثني وحني الجذوع والفروع الفردية في اتجاه التصميم مع ملاحظة رد فعل الخشب قريبا إغلاق الجروح لعقد منحنيات واقترح تزايد الأخشب بحيث تشكل جداراً أثناء النمو مما يتيح استخدام الاخشاب الصغيرة في البناء. بدأ ببني منزل حي وقام أيضاً بتنمية ٣٩٤ جدار كندي من بوبلرس يساعد على حفظ السكك الحديدية من أجزاء الثلوج.

### دان لاد
دان لاد هو فنان أمريكي في نورثمبتون بولاية ماساتشوستس يعمل مع الأشجار والقرع. بدأ بتجريب الزجاج والخزف والمكونات المعدنية في الأشجار في عام ١٩٧٧ في ولاية فيرمونت وبدأ زراعة الأشجار للطبيعة المتطرفة في عام ١٩٧٨. أصبح مستوحى من الاندماج لاحظه في الطبيعة ونمو جذوع الأشجار حول الأجسام التي صنعها الإنسان مثل الأسوار والمعدات الزراعية الخاملة. يقوم بتشكيل وتلقيح الأشجار بما في ذلك ثمارها وجذورها في الأشكال المعمارية والهندسية. ويدعو إلى «البلاتشينق» الذي يطلقه الإنسان على أعماله الخاصة «نحت شجرة» كما يربط مجموعة متنوعة من أنواع الأشجار على العيش والنمو في جميع الأنحاء وتكون مندمجة بما في ذلك أقداح الشاي وعجلات الدرجات وشواهد القبور، الصلب مجالات وأنابيب المياه والقنوات الكهربائية. وهو يوجه الجذور إلى الأشكال مثل السلالم باستخدام أشكال خرسانية وخشبية فوق الأرض وحتى تشكيل القرع الخشبي القاسي من خلال السماح له بالنمو إلى قوالب مفصلة. المشروع الحالي في دي كوردوفا ومتحف دانا ومنتزه النحت في لينكولن، ماساشوستس يضم أحد عشر شجرة أمريكان ليبرتي تم تلقيحها بجانب بعضها البعض لتشكيل درج طويل على جانبه درابزين. وكان آخر إنتاجاته - شجرة الأقواس - تتكون من ثلاثة أزواج من أشجار الجميز التي يبلغ ارتفاعها ١٤ قدم والتي قام بتلقيحها في أقواس لإضفاء مظهر مختلف على المدينة، في منتزه فرانك كرتو في بيتسبرغ

### نيراندر بونيتر
نيراندر بونتر هو مصمم أثاث تايلاندي وحرفي.
أصبح مصدر إلهام كطفل سواء بواسطة صورة لبعض أشجار جوز الهند الملتوية بشكل غير عادي في جنوب تايلاند وبشجرة هابطة حية، والتي نمت فروعًا جديدة على طول جذعها، مما شكل نوعًا من الجسور المغطاة. بدأت هوايته في عام ١٩٨٠ بسبب قلقه من أن الغابات في تايلاند قد تتدمر من قبل محبي الخشب إلى درجة أنه في يوم من الأيام سوف تقوم الصناعة في نهاية المطاف بنحت نفسها من الوجود. بدأ أول قطعة له حول عام ١٩٨٣ - كرسي الجوافة - كان المقصود منه في الأصل شيء لأطفاله لتسلقه واللعب عليه ثم تطورت القطعة إلى كرسي شجرة حي. في ١٥ عاما قام بتصميم ستة قطع من «الأثاث الحي». بما في ذلك خمسة كراسي وطاولة. صرحت صحيفة بانكوك بوست بأنه والد الأثاث الحي. بعد ذلك بوقت قصير قدم كرسيًا كهدية لصاحبة السمو الملكي الأميرة سيريندهورن. وقد كتب كتيب مفصل خطوة بخطوة للتعليمات معربا عن أمله في أن تنتشر هوايته من الأثاث الحي إلى بلدان أخرى. وقد عُرض أحد كراسيه في جناح القرية النامية في المعرض الدولي ٢٠٠٥ في ناجاكوت - أيتشي - اليابان.

### بيتر كوك وبيكي نورثي
بيتر كوك وبيكي نورثي هما فنانان أستراليان يعيشان في جنوب شرق كوينزلاند. أصبح بيتر كوك مصدر إلهام لزراعة كرسي في عام ١٩٨٧، بعد زيارة ثلاثة أشجار تين في زاوية نائية من ملكيته. بدأ في اليوم التالي، مع ٧ شتلات الصفصاف. في عام ١٩٨٨، قام بزراعة السنط مخصص للحصاد ك مأصص للنبات.
انتقل بيكي نورتشي إلى ملكية بيتر عام ١٩٩٥ وشكلت كلاهما بووكتر. تتضمن أساليبهم توجيه نمو الشجرة على طول مسارات التصميم السلكية المحددة سلفا على مدى فترة من الزمن. ويصنعون أشجارًا متنامية لكل من الفن الحي في الهواء الطلق وللحصاد المتعمد كما انهم في يستخدمون الغالب ميروبلان بلوم لتشكيل. تشمل أعمالهم الفنية طاولة حديقة متنامية وطاولة قهوة محصودة وحاملات قبعات ومرايا وقطع عنق من الأحجار الكريمة.
عرض بيتر وبيكي ثمانية من إبداعاتهم، بما في ذلك أشجار شخصين. في جناح القرية النامية في معرض اكسبو العالمي ٢٠٠٥ في ناجاكوتي، محافظة أيتشي، اليابان. تم نشر أعمالهم في سلسلة الكتب السنوية، ربليس صدق أو لاتصدق.

### ريتشارد ريماس
ريتشارد ريمس هو حاضن أمريكي ومؤلف مقره في ويليامز، ولاية أوريغون، حيث يملك ويدير حضانة واستوديو للتصميم يُدعى بشكل جماعي استوديوهات أرسبورميث. وكان ملهم من أعمال أكسل إرلاندسون وبدأ النحت الأشجار في عام ١٩٩١ أو ١٩٩٢. بدأ أول كراسيه النامية التجريبية في ربيع عام ١٩٩٣.
في عام ١٩٩٥، كتب ريميس ونشر كتابه الأول كيف ينمو الكرسي: فن جذع التوبياري. في ذلك صاغ كلمة أربوسكولبترا. في عام ٢٠٠٥ نشر كتابه الثاني أربوسكولبترا: حلول لكوكب صغير. وقد ألقى محاضرات في أستراليا وقدم عروضاً حية لثني ونسج الكرسي في معارض الحديقة والمهرجانات الفنية الشعبية في جميع أنحاء أمريكا.

### كريستوفر كاتش

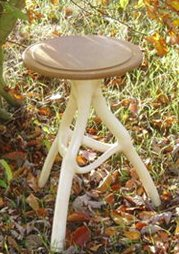
نمت كرسي كريستوفر كاتش في الجميز

كريستوفر كاتل هو أستاذ تصميم أثاث متقاعد من إنجلترا. وطبقا للماشية، فقد طور فكرة لتدريب الأشجار وتطعيمها لتتحول إلى أشكال والتي راودته في أواخر السبعينيات ردا على أسئلة من الطلاب يسألون عن كيفية بناء الأثاث باستخدام طاقة أقل. باستخدام أنواع مختلفة من الأشجار والجلبة الخشبية لتشكيلها، لقد نمّا 15 مقعداً ثلاثي الأرجل حتى اكتمالها.
يمتلك كاتل مزارع متعددة في أربعة مواقع مختلفة في إنجلترا على الأقل ويشارك في معارض الغابات والحرف في إنجلترا وفي الخيمة الكبيرة في قصر فولكلاند في اسكتلندا. عرض المقعد النامي في معرض المعرض الدولي ٢٠٠٥ في جناح القرية النامية في ناجاكوتي – اليابان.

ويهدف إلى تشجيع أكبر عدد ممكن من الناس على تنمية أثاثهم الخاص ويعتقد أنه «في يوم من الأيام يمكن استبدال مصانع الأثاث ببساتين الأثاث». يطلق كاتل على أعماله نمو الأثاث والمقعد النامي. ويشير أيضًا إلى نمو الأثاث بـ «نتيجة التفكير الناضج».

### السيد وو
السيد وو هو صاحب المعاش الصيني الذي يصمم ويصنع الأثاث في شنيانغ، لياونينغ، الصين. لقد حصل على براءة اختراعه في تقنية الكراسي المتنامية الخشبية، ومنذ عام ٢٠٠٥، صمم ونمو وحصد كرسي واحد في عام ٢٠٠٤، وكان لديه ستة أخرى تنمو في حديقته يستخدم وأشجار الدردار التي قال إنها متكيفة ولا تنكسر بسهولة وقال أيضًا إن الأمر يستغرق حوالي خمس سنوات لتنمية كرسي الشجرة.

## الممارسات ذات الصلة
تشترك بعض الممارسات البستانية الفنية الأخرى مثل البونساي، والتعريشة، وتوبياري في بعض العناصر والتراث المشترك على الرغم من أنه يمكن تحديد عدد من الاختلافات.

### بونساي
بونساي هو فن زراعة الأشجار في حاويات صغيرة. يستخدم بونساي تقنيات مثل التقليم، وتقليل الجذور، وتشكيل الفروع والجذور لإنتاج أشجار صغيرة تحاكي أشجارًا ناضجة كاملة الحجم. بونساي غير مخصص لإنتاج الطعام ولكن بدلا من ذلك هو للتأمل من قبل المشاهدين مثل معظم الفنون الجميلة.

### تعريشة
التعريشة هو الفن والممارسة البستانية لتدريب فروع الأشجار على الأشكال التزينية على طول الإطار للإنتاج الزاهد للمحاصيل عن طريق تلقيح وتشكيل وتشذيب الفروع بحيث تنمو مسطحة وفي كثير من الأحيان كأنماط رسمية ضد هيكل مثل جدار، أو سياج، أو تعريشة. تستخدم هذه الممارسة عادة لتسريع وزيادة إنتاج أشجار الفاكهة وأيضا لتزيين الجدران الخارجية المسطحة مع الحفاظ على المساحة.

### بلاشينق
بلاشينق هو أسلوب نسج فروع الأشجار في التحوط بشكل شائع، تزرع الأشجار المتساقطة في خطوط ، ثم يتم توصيفها لتشكيل سطوح مستوية على سيقان واضحة فوق مستوى الأرض. الفروع منسوجة معا ومربوطة بشكل طفيف قد تنمو الفروع على اتصال وثيق معا وذلك بسبب ظاهرة طبيعية تسمى الإندماج وهو الكسب الغير المشروع الطبيعي. التلقيح طبيعي.  بلاش أيضًا يعنى به نسجًا لسيقان نحيلة رقيقة من الأشجار لتشكل سلالًا.

### توبياري
توبياري هو ممارسة البستنة لتشكيل الأشجار الحية عن طريق قص أوراق الشجر وأغصان الأشجار والشجيرات لتطوير والحفاظ على أشكال محددة بوضوحغالباً ما تكون هندسية أو خيالية. التحوط هو شكل من أشكال التوبياري يستخدم لإنشاء الحدود أو الجدران أو الشاشات.  دائما يشمل التوبياري القص العادي وتشكيل أوراق الشجر للحفاظ على الشكل.

## زراعة المستقبل

### قمرة السكن شجرة فاب
صمم ثلاثة مصممين من معهد ماساتشوستس للتكنولوجيا - ميتشل يواكيم، ولارا غريدن ، وخافيير أربونا - مفهومًا لمنزل من الأشجار الحية يغذي سكانه ويندمج مع بيئته. يتوقع أن يستغرق مشروع Fab Tree Habis خمس سنوات على الأقل لنمو المنزل. الخطط هي بالنسبة لل مع الطين والملصق للحفاظ على الطقس الخارجي ولتبدو طبيعية.

### البستاني الصبور
شركة الهندسة المعمارية السويدية فيجنديفيجنتوك جزء في ورشة عمل لمدة أسبوع في الجامعة الإيطالية بوليتكنيكو دي ميلانو مع الطلاب كانت النتيجة خطة مدتها 80 سنة لقبة شجرة الكرز الحية في شكل الساعة الرملية والأثاث المزروع. تم بناء إطار للقبة والجدول وكرسي الحديقة. زرعت عشرة أشجار الكرز اليابانية في قطر دائرة ثمانية أمتار. أربع من هذه الأشجار هي سلالم حية إلى مستوى أعلى مستقبلي. أشجار الدرج سيكون لها فروع مطعمة بعضها ببعض لتشكيل الدرجات. ساعد مهندسو فيجنديفيجن الطلاب والمعلمين على وضع خطة صيانة سهلة لزراعة الحدائق في المستقبل.

### برج باوبوتانيك
فرديناند لودفيج صمم هذا البرج كجزء من أطروحة الدكتوراه مع مساعدة ضئيلة من المعلم سبيك الذي عبر عنه ب «سبيك أصبح المشرف المشارك النباتي». تزايد عدد طوابق برج المعيشة في جامعة شتوتغارت الصفصاف (سالكس ألبا). هذه التسعة أمتار طويلة القامة البناء يكاد أن يكون نما تماما مع وجود قاعدة مجال حوالي ثمانية متر مربع.
يتكون الإطار من السقالات الفولاذية وهو داعم لنمو الأشجار، مع حفاظهم على النموذج الصحيح. بدأوا مع ٤٠٠ صفصاف أبيض (سالكس ألبا) نما في سلال على مستويات متعددة مع صف واحد من الصفصاف المزروع في باطن الأرض. وعندما كان طول الأشجار مترين زرعت على مستويات مختلفة من البرج. وبعد ذلك يتم تدريب هذه النباتات على التصميم.
النظام الجذري للمستوى السفلي من الصفصاف يحتاج إلى تطوير كبير بما يكفي لدعم الصفصاف على المستويات المذكورة أعلاه، بحيث تصبح السقالة التي عفا عليها الزمن يمكن ازالتها تماما مثل السقي وسلال المخصب.
يتم تلقيح الأشجار معاً بهدف جمع الأنواع المختلفة من النباتات لتصبح في نهاية المطاف كائن واحد. إن الهدف العام هو الحصول على تلك الهياكل الحية والتي لديها القوة لدعم ذاتها إلى تحمل العمل. يتوقع فرديناند أن البرج سيكون مستقر ما يكفي لدعم نفسه من خمس إلى عشر سنوات. صرح فرديناند بأن هذه هي فقط التقديرات.

## أسماء بديلة
ممارسة تشكيل الأشجار الحية لديها العديد من الأسماء. قد يكون للممارسين أسماء خاصة بهم لتقنياتهم، لذلك لم يظهر اسم موحد للممارسات المختلفة. ريتشارد ريمس يصف هذه الممارسة بـ «أربوسكولبترا» ويصف دان لاد عمله بـ «نحت الشجرة»، يطلق على عمل بونتر اسم «الأثاث الحي»، كريستوفر ماشلي يدعو أعماله «نمو الأثاث» و «المقعد المتزايد» بينما يصف بيتر كوك وبيكي نورثي عملهما «بوكتر».
تم مصادفة الأسماء التالية أيضًا:
- أربوتكتور
- بايوتكتور/بايوتيتشور
- نمو الأثاث
- الفن الحي
- بلاتشينق
- تدريب الشجر
- باوبوتانيك

## في الخيال والفن
في عام ١٥١٦، رسم جان بيريل صورة مجازية لرثاء الطبيعة إلى الكميائيين المتجولين (رثاء الطبيعة إلى الخيميائي المتجول)، حيث يعبر شخص مجنح يحمل أسلحة يمثل الطبيعة على جذع شجرة بنيران مشتعلة في قاعدتها ويتكلم مع كيميائي في طبقة بطول الكاحل والذي يقف خارج مختبره الساحلي الحجري. تظهر براعم إعادة الوجود مباشرة من جانبي مقعد شجرة الجذع لتشكل كرسيًا متقنًا ومرتفعًا ومرتفعًا من طابقين.
في عام١٧٥٨، نشر العالم السويدي والفيلسوف والصوفيو المسيحي واللاهوتي إيمانويل سويدنبرغ كتاب الأرض في الكون والتي كتب فيه عن زيارة كوكب آخر حيث سكن الساكنون في بساتين الأشجار الحية والذين كانوا يخططون لنموها وتوجيههما من مرحلة صغيرة جدا إلى أحياء سكنية وملاذات.
في أواخر القرن التاسع عشر، نشر ستيريان كريستيان الصوفي والرؤيا جاكوب لوربر منزل الإله. في ذلك، كتب عن حكمة زراعة الأشجار في دائرة، لأنه بمجرد ما أن تنمو معًا ستكون حلقة الأشجار بيتًا أفضل بكثير مما يمكن بناؤه.

## روابط خارجية
- «فن تشكيل الشجرة» نسخة محفوظة 3 مارس 2021 على موقع واي باك مشين. ، بقلم بيكي نورثي ، Permaculture ، 30 يناير 2014. [تم الاسترجاع 19 أبريل 2019].